# Akademickie mistrzostwa Europy w brydżu sportowym
Akademickie mistrzostwa Europy (European Universities Championship) − mistrzostwa europy zespołów reprezentujących uczelnie wyższe. Impreza została zainaugurowana w 2009 roku i ma odbywać się co dwa lata. Jest ona organizowana przez EUSA (European Uniwersytety Sports Association).

## Formuła zawodów
- Zawodnicy muszą przestrzegać zasad EBL;
- W zespole może startować do 6 zawodników będących studentami danej uczelni w roku rozgrywania zawodów;
- Wszyscy zawodnicy drużyny muszą być z kraju której uczelnię reprezentują i mieć od 17 do 28 lat;
- Zawody rozgrywane są systemem meczów każdy z każdym z przeliczeniem wyników na VP;
- Trzy pierwsze drużyny otrzymują złote, srebrne i brązowe medale.

## Podsumowanie medalowe
Poniższa tabela pokazuje zdobycze medalowe poszczególnych krajów. Po najechaniu kursorem nad liczbę medali wyświetli się wykaz zawodów (następna tabela), na których te medale zostały zdobyte.
| Akademickie Mistrzostwa Europy. Podsumowanie medalowe (stan na: 25 stycznia 2013, edycje 1..2) | Akademickie Mistrzostwa Europy. Podsumowanie medalowe (stan na: 25 stycznia 2013, edycje 1..2) | Akademickie Mistrzostwa Europy. Podsumowanie medalowe (stan na: 25 stycznia 2013, edycje 1..2) | Akademickie Mistrzostwa Europy. Podsumowanie medalowe (stan na: 25 stycznia 2013, edycje 1..2) | Akademickie Mistrzostwa Europy. Podsumowanie medalowe (stan na: 25 stycznia 2013, edycje 1..2) | Akademickie Mistrzostwa Europy. Podsumowanie medalowe (stan na: 25 stycznia 2013, edycje 1..2) |
| F                                                                                              | Kraj                                                                                           | Złotych                                                                                        | Srebrnych                                                                                      | Brązowych                                                                                      |                                                                                                |
| ---------------------------------------------------------------------------------------------- | ---------------------------------------------------------------------------------------------- | ---------------------------------------------------------------------------------------------- | ---------------------------------------------------------------------------------------------- | ---------------------------------------------------------------------------------------------- | ---------------------------------------------------------------------------------------------- |
| Francja                                                                                        | Francja                                                                                        | _00_01_00_Francja                                                                              | 1                                                                                              |                                                                                                |                                                                                                |
| Niemcy                                                                                         | Niemcy                                                                                         | 1                                                                                              |                                                                                                |                                                                                                |                                                                                                |
| Norwegia                                                                                       | Norwegia                                                                                       | _00_00_01_Norwegia                                                                             |                                                                                                | 1                                                                                              |                                                                                                |
| Polska                                                                                         | Polska                                                                                         | 1                                                                                              | 1                                                                                              | 1                                                                                              |                                                                                                |
| Razem                                                                                          | Razem                                                                                          | 2                                                                                              | 2                                                                                              | 2                                                                                              |                                                                                                |

## Wyniki poszczególnych zawodów
| Akademickie Mistrzostwa Europy Miejsca medalowe | Akademickie Mistrzostwa Europy Miejsca medalowe | Akademickie Mistrzostwa Europy Miejsca medalowe                                                  | Akademickie Mistrzostwa Europy Miejsca medalowe |
| Lp                                              | Miejsce                                         | Zespół i skład                                                                                   |                                                 |
| ----------------------------------------------- | ----------------------------------------------- | ------------------------------------------------------------------------------------------------ | ----------------------------------------------- |
| 3: ? zespołów                                   | 2013, 14 do 19 października, Rijeka (Chorwacja) | 2013, 14 do 19 października, Rijeka (Chorwacja)                                                  |                                                 |
| 3: ? zespołów                                   | 1                                               |                                                                                                  |                                                 |
| 3: ? zespołów                                   | 2                                               |                                                                                                  |                                                 |
| 3: ? zespołów                                   | 3                                               |                                                                                                  |                                                 |
| 2: 14 zespołów                                  | 2011, 18 do 23 września, Warszawa (Polska)      | 2011, 18 do 23 września, Warszawa (Polska)                                                       |                                                 |
| 2: 14 zespołów                                  | 1                                               | University of Hamburg Janko Katerbau, Martin Rehder, Felix Zimmermann, Paul Orth                 |                                                 |
| 2: 14 zespołów                                  | 2                                               | Wroclaw University of Technology I Bartłomiej Igła, Piotr Zatorski, Wojciech Gaweł, Paweł Jassem |                                                 |
| 2: 14 zespołów                                  | 3                                               | University of Warsaw II Jan Betley, Piotr Kruszewski, Tomasz Maciej Jochymski, Michał Kania      |                                                 |
| 1: 22 zespoły                                   | 2009, 4 do 10 października, Opatija (Chorwacja) | 2009, 4 do 10 października, Opatija (Chorwacja)                                                  |                                                 |
| 1: 22 zespoły                                   | 1                                               | Wrocław 1 Wojciech Gaweł, Michał Nowosadzki, Piotr Wiankowski, Piotr Zatorski                    |                                                 |
| 1: 22 zespoły                                   | 2                                               | Paris Pierre Franceschetti, Christophe Grosset, Nicolas Lhuissier, Cédric Lorenzini              |                                                 |
| 1: 22 zespoły                                   | 3                                               | Trondheim 2 Ereik Berg, Karl Morten Lunna, Fredrik Simonsen, Erlend Skjetne                      |                                                 |